# Насе Кондовски
Насе Кондовски (на македонска литературна норма: Насе Кондовски) е спортен гимнастик и борец от Северна Македония.

## Биография
Роден е на 23 септември 1946 година в костурското село Изглибе, Гърция. Завършва Факултета за физическа култура на Сараевския университет в 1979 година. Прави магистратура (1984) и докторат (1988) във Факултета по физическа култура на Загребския университет. Състезава се като спортен гимнастик и от 1964 до 1970 година е абсолютен първенец на Социалистическа република Македония. В 1966 година на югославското първенстно в Лесковац печели първо място. Член е на клуба по борба „Шар“ в Тетово. В 1961 година на югославското първенство по борба в свободен стил в Тетово печели първо място.